# 芝田山部屋

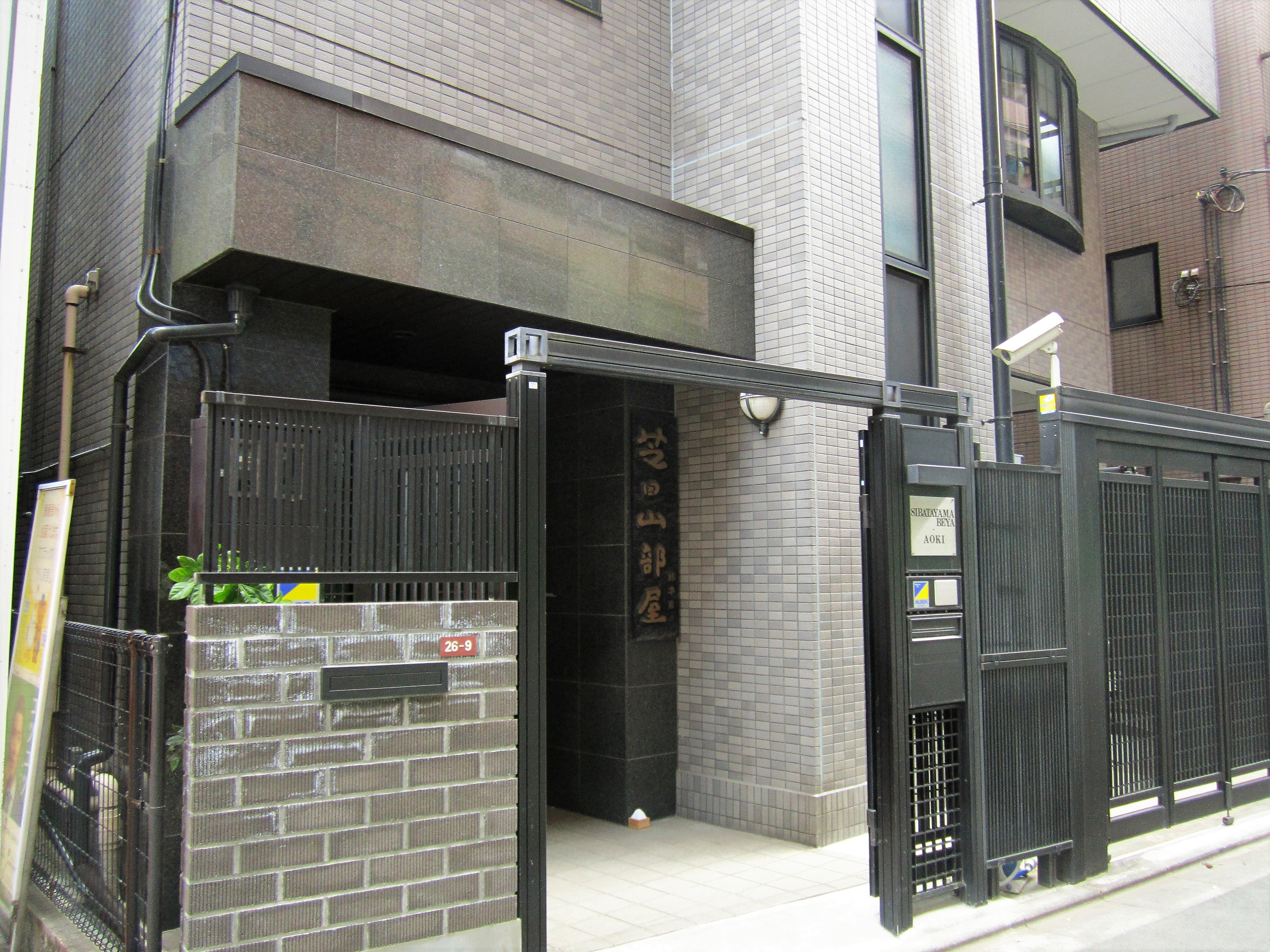
芝田山部屋

芝田山部屋（しばたやまべや）は、日本相撲協会所属で二所ノ関一門の相撲部屋。

## 歴史
1991年（平成3年）7月場所に引退した横綱・大乃国は、年寄・大乃国として放駒部屋の部屋付き親方となった後、1993年3月場所後に年寄・12代芝田山を襲名し、1999年6月に放駒部屋から分家独立して芝田山部屋を創設した。当初は金銭的な理由で山梨県に仮設の部屋を設立していたが、しばらくして現在の東京都杉並区へ部屋を移転した。「稽古場は1階」という常識に囚われず、地下に稽古場を用意した。
2008年5月場所にモンゴル出身の大勇武が新十両へ昇進して部屋史上初となる関取が誕生したものの、大勇武は1場所で幕下へ陥落した。2010年5月場所後に大勇武は引退したが、その際に12代芝田山から暴力を受けた上に髷を切って引退を強要されたとして、同年9月6日に12代に対して約7000万円の損害賠償を求める民事訴訟を東京地方裁判所に起こすと共に、警察に暴行罪としての被害届を提出した。12代は同年9月29日に書類送検されたものの、2011年1月に不起訴（起訴猶予）処分となった。大勇武とは2012年12月に東京地方裁判所にて和解が成立している。
2013年2月には閉鎖された放駒部屋から所属力士と行司ら12人を引き取った。2014年1月場所にはモンゴル出身の魁が新十両へ昇進し、部屋から史上2人目となる関取が誕生した。
2014年1月7日には、所属していた20歳代の元力士が、12代や兄弟子から暴行を受けたことが原因で左目が外傷性網膜剥離を発症して失明状態となり2012年に引退に追い込まれたとして、2013年12月26日付で12代と兄弟子および日本相撲協会に対して約6900万円の損害賠償を求める民事訴訟を東京地方裁判所に起こしたことが明らかとなった。2016年3月24日に東京地裁は12代および兄弟子に対しては元力士へ約3240万円の損害賠償の支払いを命じ、元力士による日本相撲協会への請求は棄却する判決を下した。同年4月7日に12代芝田山および兄弟子側は判決を不服として控訴し、同年11月22日に東京高等裁判所にて元力士側との和解が成立した。
2021年4月には閉鎖された峰崎部屋から峰崎親方、所属力士と行司ら7人が移籍した。

## 所在地
- 東京都杉並区高井戸東2-26-9
- 京王井の頭線高井戸駅徒歩2分

## 師匠
- 12代：芝田山 康（しばたやま やすし、第62代横綱・大乃国、北海道）

## 部屋付き年寄
- 峰崎 修豪（みねざき のぶたけ、前頭2・三杉磯、青森）※峰崎部屋から移籍

## 力士

### 十両
- 若乃島史也（十7・鹿児島）※放駒部屋から移籍
- 大勇武龍泉（十10・モンゴル）
- 魁猛（十10・モンゴル）※放駒部屋から移籍

## エピソード
- 2007年1月にTBS『はなまるマーケット』において、12代芝田山と所属力士たちが親方の趣味であるケーキ作りをする姿が紹介された。ケーキ作りに関しては相撲の稽古より厳しいと、冗談交じりに力士が話していた。
- 12代芝田山はテレビ朝日『虎の門』にゲストで出演する際は、必ず番組のエンディングで新弟子募集の告知を行っていた。

## 旧・芝田山部屋
1931年（昭和6年）3月場所で引退して大坂相撲・高田川部屋の部屋付き親方となっていた年寄・9代白玉（元横綱・宮城山）が、1932年（昭和7年）1月に年寄・6代芝田山を襲名し、同時に高田川部屋から分家独立して芝田山部屋を創設した。しかし、幕内力士を出すこともなく、6代芝田山は1943年11月に死去した。弟子たちは高田川部屋に一時預けられ、最終的には高砂部屋に引き取られた。晩年の弟子からは宮錦が小結へ、嶋錦が幕内へ昇進した。
その後、1952年に引退した大ノ海久光が芝田山を襲名、部屋を興し、1953年に名跡を花籠に変更するまで芝田山部屋を名乗った。この部屋については花籠部屋を参照のこと。

### 師匠
- 6代：芝田山 福松（しばたやま ふくまつ、第29代横綱・宮城山、岩手）